# 4. alpinska divizija »Monterosa«
4. alpinska divizija »Monterosa« (izvirno italijansko 4a Divisione Alpina »Monterosa«) je bila alpinska (v resnici lahko-pehotna) divizija Kraljeve italijanske kopenske vojske

## Zgodovina
Divizija je bila ustanovljena leta 1944 kot 1. alpinska divizija, a je bila avgusta istega leta preimenovana v 4. alpinsko divizijo. Urjenje je bilo izvedeno v nemškem Münsingnu, a kljub imenu niso prejeli nobenega gorskega urjenja.
Po premestitvi v Italijo je sodelovala v protigverilskih operacijah. Predala se je aprila 1945.

## Poveljniki
- polkovnik Umberto Manfredin: 1. januar - 23. marec 1944
- general Goffredo Ricci: 23. marec - 15. julij 1944
- general Mario Carloni: 1. julij 1944 - 20. februar 1945
- polkovnik Colonel Giorgio Milazzo: 20. februar - 28. april 1945

## Organizacija
- 7. alpinski polk
- 8. alpinski polk
- 4. alpinski artilerijski polk